# Replay -你是我的everything-
「Replay -你是我的everything-」（Replay -君は僕のeverything-）是韓國的男子團體SHINee的第1张日語单曲。2011年6月22日由EMI发售。

## 概要
- 「Replay -你是我的everything-」是SHINee於日本正式出道的第一張單曲。
- 「Replay -你是我的everything-」是SHINee首張迷你專輯「姊姊 妳太美了 (Replay)」主打曲「姊姊 妳太美了 (Replay)」的日語版本
- 「Replay -你是我的everything-」是中京電視台節目「サタメン!!!」6月的片尾曲
- B-side曲「Hello」是SHINee第二張正規專輯Repackage「Hello」主打曲「Hello」的日語版本
- 「Replay -你是我的everything-」的PV由少女時代的潤娥出演
- 此單曲有2個版本，分別有「初回生産限定盤」和「通常盤」。「初回生産限定盤」收錄了「Replay -你是我的everything-」的PV和Teaser；「通常盤」收錄了「Replay -你是我的everything-」的PV、Making和Teaser。
- 在7月4日於公信榜单曲週排行榜取得第2位。

## 收錄内容

### CD（初回生産限定盤，通常盤）
1. Replay -你是我的everything-
（日語詞：HIRO、作曲・編曲：JASON PENNOCK/TCHAKA DIALLO/JAMES BURNEY II/RAVAUGHN NICHELLE BROWN/JACK KUGELL、Additional Arrangement：YOUNG-JIN YOO）
2. Hello
（日語詞：NATSUMI KOBAYASHI、作曲：TIM MCEWAN/JESS CATES/LARS JENSEN、編曲：BEOM-KEUN PARK）
3. 姊姊 妳太美了 (Replay)
（韓語詞：YOUNG-HU KIM、作曲・編曲：JASON PENNOCK/TCHAKA DIALLO/JAMES BURNEY II/RAVAUGHN NICHELLE BROWN/JACK KUGELL、Additional Arrangement：YOUNG-JIN YOO）
4. Hello（Korean Ver.）
（韓語詞：EANA KIM、作曲：TIM MCEWAN/JESS CATES/LARS JENSEN、編曲：BEOM-KEUN PARK）

### DVD（初回生産限定盤）
1. Replay -你是我的everything-（PV）
2. Replay -你是我的everything-（Dance Shot Ver.）
3. Replay -你是我的everything-（Teaser）

### DVD（通常盤）
1. Replay -你是我的everything-（PV）
2. Replay -你是我的everything-（Jacket Shooting）
3. Replay -你是我的everything-（PV Making）
4. Replay -你是我的everything-（Teaser）